# Wielotów
Wielotów (niem. Weltho, łuż. Wjeltow) – wieś w Polsce położona w województwie lubuskim, w powiecie krośnieńskim, w gminie Gubin, przy drodze wojewódzkiej nr 285.
W latach 1975–1998 miejscowość administracyjnie należała do województwa zielonogórskiego.
O wsi Wielotów pierwsza wzmianka w dokumentach pochodzi z 1459 roku pod nazwą (niem. Waldaw), jako wieś wąskich uliczek. Pierwotnie była ona własnością klasztoru benedyktynek w Guben. Do wsi należał majątek i folwark. W ciągu lat nazwa wsi zmieniała się kilkakrotnie: jako Welthe w 1541, w 1607 Weltow, a także jako Welche, Welthow, Weltho, a w dokumentach urzędowych po wojnie (jeszcze w 1961 roku) spotyka się nazwę Weletów. Przez lata wieś należała też do miasta Guben i rodów von Wiedebach, von Kleist, von Burgsdorf, von Maren, von Lindenau oraz do Brühlów.
We wsi zamieszkiwało w 1939 roku 126 osób, w 1988 roku 118, a w 1999 roku 100 osób. Była tu od 1946 do 1993 roku szkoła podstawowa. W 1952 roku było 20 gospodarstw o powierzchni 403 ha, a w 1962 roku było kółko rolnicze.
Od 2004 roku wieś posiada sieć wodną.
Z Wielotowa pochodzą znani ludzie m.in. muzycy Leonard Kuryłowicz i Edmund Rodziewicz, a do szkoły uczęszczał późniejszy prof. Emil Panek z Akademii Ekonomicznej w Poznaniu.